# Таненбаум Абрам Севастьянович
Таненба́ум Абра́м Севастья́нович (1858, Білосток, Гродненська губернія — 1922, Москва, Московська губернія) — білорусько-єврейський інженер шляхів сполучення; член Імператорського російського технічного товариства, Товариства поширення освіти серед євреїв, надвірний радник; один з авторів ЕСБЄ.

## Біографія
Абрам Таненбаум народився в 1858 році. Закінчив курс в Інституті інженерів шляхів сполучення (1884), а згодом навчався в Санкт-Петербурзькому археологічному інституті.
Начальник технічного (штучного) відділення правління Санкт-Петербурзького округу шляхів сполучення (1896—1903).
З 1903 року А. С. Таненбаум був інженером для технічних занять при інженерній Раді Міністерства шляхів сполучення. Таненбаум надрукував в «Журналі Міністерства шляхів сполучення» ряд статей, переважно з питань гідротехніки, і з історії інженерного мистецтва, також в «Енциклопедичному словнику Брокгауза і Ефрона» з будівельного мистецтва.
З 1896 року Таненбаум є редактором «Журналу Міністерства шляхів сполучення», а з 1904 року — також й щотижневого органу «Вісник шляхів сполучення» (рос. "Вестник путей сообщения"). 
В 1904 р. — член Тимчасової комісії з дослідження пропозицій Міністерству шляхів сполучення винаходів і удосконалень в області техніки.
У 1907—1917 роах — статський радник. 
Під редакцією Таненбаума видані перші шість томів «Збірника Санкт-Петербурзького округу шляхів сполучення, матеріали, що відносяться до сухопутних і водяних сполучень Санкт-Петербурзького округу шляхів сполучення». Таненбаум публікувався також в єврейській публіцистиці — в «Світанку» (рос. дореф. «Разсвѣетъ») 1882 року та інших.